# Gouvernement Golob
République de Slovénie
Janša III 
Le gouvernement Golob (en slovène : 15. vlada Republike Slovenije) est le gouvernement de la république de Slovénie depuis le 1er juin 2022, durant la 9e législature de l'Assemblée nationale.
Il est dirigé par l'écologiste libéral Robert Golob, arrivé en tête des élections de 2022. Composé d'une coalition de trois partis de centre gauche, il succède au gouvernement minoritaire de centre droit de Janez Janša.

## Historique
Dirigé par l'écologiste libéral Robert Golob, ce gouvernement est constitué et soutenu par une coalition de centre gauche entre le Mouvement pour la liberté (GS), Sociaux-démocrates (SD) et Levica. Ensemble, ils disposent de 53 députés sur 90, soit 58,9 % des sièges de l'Assemblée nationale. L'ancien président du gouvernement et président éponyme de l'extra-parlementaire Liste de Marjan Šarec (LMS) est également membre du gouvernement.
Il succède donc au gouvernement Janša III, constitué d'une coalition minoritaire de centre droit entre le Parti démocratique slovène (SDS), le Parti du centre moderne (SMC), Nouvelle Slovénie (NSi) et le Parti démocrate des retraités slovènes (DeSUS).

### Formation
Le 24 avril 2022, le Mouvement pour la liberté arrive en tête des élections législatives avec 34,5 % des voix, contre 23,6 % pour le Parti démocratique slovène, formation du président du gouvernement sortant Janez Janša,.
Deux jours après les élections, Robert Golob rencontre le président de la République, Borut Pahor et le charge de constituer un gouvernement. La première rencontre officielle de Robert Golob avec Tanja Fajon, dirigeante des Sociaux-démocrates et Luka Mesca, coordinateur de Levica pour la nouvelle coalition a eu lieu le 3 mai 2022 à l'Assemblée nationale.
La coalition attendue se concrétise le 11 mai avec l'annonce par Robert Golob de la conclusion d'un accord entre trois partis : le Mouvement pour la liberté (GS), les Sociaux-démocrates (SD) et La Gauche (Levica). Le 24 mai, le mouvement pour la liberté représenté par Robert Golob, les sociaux-démocrates de Tanja Fajon et Levica avec Luka Mesec, signent ensemble officiellement l'accord du gouvernement de coalition de centre-gauche.
Le lendemain, Robert Golob est élu président du gouvernement par l'Assemblée nationale. Le gouvernement reçoit la confiance de l'Assemblée le 1er juin par 53 voix pour et 28 contre,.

## Composition

### Initiale (1erjuin2022)
| Fonction | Titulaire                    | Titulaire | Titulaire                            | Parti  |
| --- | ---------------------------- | --------- | ------------------------------------ | ------ |
| Président du gouvernement                                                                                            |                              |           | Robert Golob                         | GS     |
| Vice-présidente du gouvernement Ministre des Affaires étrangères                                                     |                              |           | Tanja Fajon                          | SD     |
| Vice-président du gouvernement Ministre du Travail, de la Famille, des Affaires sociales et de l'Égalité des chances |                              |           | Luka Mesec                           | Levica |
| Vice-président du gouvernement Ministre de la Santé                                                                  |                              |           | Danijel Bešič Loredan                | GS     |
| Ministre de l'Intérieur                                                                                              |                              |           | Tatjana Bobnar (jusqu'au 07/12/2022) | GS     |
| Ministre de l'Intérieur                                                                                              | Sanja Ajanovič Hovnik (a.i.) |           |                                      | GS     |
| Ministre de la Défense                                                                                               |                              |           | Marjan Šarec                         | LMŠ/GS |
| Ministre des Finances                                                                                                |                              |           | Klemen Boštjančič                    | GS     |
| Ministre du Développement économique et de la Technologie                                                            |                              |           | Matjaž Han                           | SD     |
| Ministre de la Justice                                                                                               |                              |           | Dominika Švarc Pipan                 | SD     |
| Ministre de l'Administration publique                                                                                |                              |           | Sanja Ajanovič Hovnik                | GS     |
| Ministre de l'Éducation, de la Science et des Sports                                                                 |                              |           | Igor Papič                           | GS     |
| Ministre des Infrastructures                                                                                         |                              |           | Bojan Kumer                          | GS     |
| Ministre de la Culture                                                                                               |                              |           | Asta Vrečko                          | Levica |
| Ministre de l'Agriculture, de la Forêt et de l'Alimentation                                                          |                              |           | Irena Šinko                          | GS     |
| Ministre de l'Environnement et de l'Aménagement du territoire                                                        |                              |           | Uroš Brežan                          | GS     |
| Ministre sans portefeuille chargé du Développement et de la Politique européenne de cohésion                         |                              |           | Aleksander Jevšek                    | SD     |
| Ministre sans portefeuille chargée de la Transformation numérique                                                    |                              |           | Emilija Stojmenova Duh               | GS     |
| Ministre sans portefeuille chargé de la Diaspora slovène                                                             |                              |           | Matej Arčon                          | GS     |

### Remaniement du 24 janvier 2023
- Par rapport à la composition précédente, les nouveaux ministres sont indiqués en gras, ceux ayant changé d'attributions le sont en italique.

| Fonction | Titulaire     | Titulaire | Titulaire                                   | Parti  |
| --- | ------------- | --------- | ------------------------------------------- | ------ |
| Président du gouvernement Ministre de la Santé a.i. (à partir du 07/06/2023)                                         |               |           | Robert Golob                                | GS     |
| Vice-présidente du gouvernement Ministre des Affaires étrangères et européennes                                      |               |           | Tanja Fajon                                 | SD     |
| Vice-président du gouvernement Ministre du Travail, de la Famille, des Affaires sociales et de l'Égalité des chances |               |           | Luka Mesec                                  | Levica |
| Vice-président du gouvernement Ministre de la Santé                                                                  |               |           | Danijel Bešič Loredan (jusqu'au 07/06/2023) | GS     |
| Ministre de l'Intérieur                                                                                              |               |           | Sanja Ajanovič Hovnik (a.i.)                | GS     |
| Ministre des Finances                                                                                                |               |           | Klemen Boštjančič                           | GS     |
| Ministre de la Défense                                                                                               |               |           | Marjan Šarec                                | GS     |
| Ministre de la Justice                                                                                               |               |           | Dominika Švarc Pipan (jusqu'au 16/02/2024)  | SD     |
| Ministre de la Justice                                                                                               | Andreja Katič |           |                                             | SD     |
| Ministre de l'Administration publique                                                                                |               |           | Sanja Ajanovič Hovnik                       | GS     |
| Ministre de l'Avenir solidaire                                                                                       |               |           | Simon Maljevac                              | Levica |
| Ministre de l'Environnement, du Climat et de l'Énergie                                                               |               |           | Bojan Kumer                                 | GS     |
| Ministre de l'Éducation                                                                                              |               |           | Darjo Felda                                 | GS     |
| Ministre de l'Enseignement supérieur, de la Science et de l'Innovation                                               |               |           | Igor Papič                                  | GS     |
| Ministre de l’Économie, du Tourisme et des Sports                                                                    |               |           | Matjaž Han                                  | SD     |
| Ministre de la Culture                                                                                               |               |           | Asta Vrečko                                 | Levica |
| Ministre de l'Agriculture, des Forêts et de l'Alimentation                                                           |               |           | Irena Šinko                                 | GS     |
| Ministre des Infrastructures                                                                                         |               |           | Alenka Bratušek                             | GS     |
| Ministre des Ressources naturelles et de l'Aménagement du territoire                                                 |               |           | Uroš Brežan                                 | GS     |
| Ministre de la Cohésion et du Développement régional                                                                 |               |           | Aleksander Jevšek                           | SD     |
| Ministre de la Transformation numérique                                                                              |               |           | Emilija Stojmenova Duh                      | GS     |
| Ministre sans portefeuille chargé de la Diaspora slovène                                                             |               |           | Matej Arčon                                 | GS     |